# Primera Divisió 2022-2023
La Primera Divisió 2022-2023 è stata la 28ª edizione della massima serie del campionato andorrano di calcio, iniziata l'11 settembre 2022 e terminata il 22 maggio 2023. L'Atlètic Escaldes si è laureato campione per la prima volta nella sua storia.

## Squadre partecipanti
| Squadra          | Città               | Stadio                            | Stagione precedente         |
| ---------------- | ------------------- | --------------------------------- | --------------------------- |
| Atlètic Escaldes | Escaldes-Engordany  | Estadi Comunal d'Aixovall         | 4º posto in Primera Divisió |
| Engordany        | Escaldes-Engordany  | Estadi Comunal d'Andorra la Vella | 7º posto in Primera Divisió |
| FC Santa Coloma  | Santa Coloma        | Estadi Comunal d'Andorra la Vella | 5º posto in Primera Divisió |
| Inter Escaldes   | Escaldes-Engordany  | Estadi Comunal d'Andorra la Vella | Campione d'Andorra          |
| Ordino           | Ordino              | Centre Esportiu d'Ordino          | 6º posto in Primera Divisió |
| Penya Encarnada  | Andorra la Vella    | Stadio comunale di Aixovall       | 1º posto in Segona Divisió  |
| Sant Julià       | Sant Julià de Lòria | Estadi Comunal d'Andorra la Vella | 3º posto in Primera Divisió |
| UE Santa Coloma  | Santa Coloma        | Estadi Comunal d'Andorra la Vella | 2º posto in Primera Divisió |

## Classifica
Aggiornata al 20 maggio 2023
|  | Pos. | Squadra          | Pt | G  | V  | N  | P  | GF | GS | DR  |
|  | ---- | ---------------- | -- | -- | -- | -- | -- | -- | -- | --- |
|  | 1.   | Atlètic Escaldes | 63 | 28 | 19 | 6  | 3  | 68 | 19 | +49 |
|  | 2.   | Inter Escaldes   | 61 | 28 | 18 | 7  | 3  | 76 | 23 | +53 |
|  | 3.   | FC Santa Coloma  | 53 | 28 | 15 | 8  | 5  | 55 | 19 | +36 |
|  | 4.   | UE Santa Coloma  | 42 | 28 | 10 | 12 | 6  | 40 | 29 | +11 |
|  | 5.   | Penya Encarnada  | 27 | 28 | 6  | 9  | 13 | 25 | 46 | -21 |
|  | 6.   | Ordino           | 23 | 28 | 5  | 8  | 15 | 33 | 57 | -24 |
|  | 7.   | Engordany        | 22 | 28 | 6  | 4  | 18 | 23 | 67 | -44 |
|  | 8.   | Sant Julià       | 16 | 28 | 4  | 4  | 20 | 23 | 83 | -60 |

Legenda:
      Campione d'Andorra e ammessa alla UEFA Champions League 2023-2024
      Ammesse alla UEFA Europa Conference League 2023-2024
 Ammessa allo spareggio promozione-retrocessione
      Retrocessa in Segona Divisio
Note:
Tre punti a vittoria, uno a pareggio, zero a sconfitta.
La classifica viene stilata secondo i seguenti criteri:
- Punti conquistati
- Punti conquistati negli scontri diretti
- Differenza reti negli scontri diretti
- Reti realizzate negli scontri diretti
- Differenza reti generale
- Reti totali realizzate

## Spareggio promozione-retrocessione
Allo spareggio sono ammesse la settima classificata in Primera Divisió e la seconda classificata in Segona Divisió.
|           | Risultati |           | Luogo e data                       |
| --------- | --------- | --------- | ---------------------------------- |
| Carroi    | 2 - 0     | Engordany | La Massana, 27 maggio 2023         |
| Engordany | 0 - 2     | Carroi    | Escaldes-Engordany, 31 maggio 2023 |
|           |           |           |                                    |